# Nuraz
Nuraz (en persan : نوراز romanisé en Nūrāz et également connu sous le nom de Nūzār) est un village de la province de Kermanshah en Iran. Selon le recensement de 2006, sa population était de 29 habitants pour 7 familles.